# Ševalj
Ševalj es un asentamiento de Croacia situado en el municipio de Delnice, en el condado de Primorje-Gorski Kotar. Según el censo de 2021, tiene una población de 1 habitante.

## Demografía
| Gráfica de población de Ševalj 1857-2021                           |
|                                                                    |
| Según los censos de población de la Oficina de Estadísticas Croata |